# الانتخابات البرلمانية الكولومبية 2018
الانتخابات البرلمانية الكولومبية 2018 في 11 مارس 2018 وسيشهد انتخاب 102 من أعضاء مجلس الشيوخ و 166 عضوا في مجلس النواب .

## روابط خارجية
- ا